# Красный Октябрь (Чувашия)
Кра́сный Октя́брь (чув. Краснооктябрьски) — посёлок в Шумерлинском районе Чувашской Республики. Административный центр Краснооктябрьского сельского поселения.

## География
Расположен на р. Алгашка, на расстояние в 135 км от Чебоксар, в 25 км от райцентра и ближайшей железнодорожной станции.

## История
Возник в 1927 г. как сельскохозяйственная артель. Изначально посёлок получил название Березовый Овраг. В 1929 г. артель преобразована в колхоз «Красный Октябрь», по которой с 1931 г. стали именовать и поселок. В XX веке входил в состав: Вурнарского (1927—1935 гг.), Шумерлинского (1935—1965, и с 1966 г.) районов и Шумерлинского горсовета (1965—1966 г.).

## Население
| 2010 | 2012 |
| ---- | ---- |
| 312  | ↗323 |

## Инфраструктура
Функционирует ЗАО «Полянка» (данные 2010 г.). Школа, ФАП, библиотека, спортзал, отделение связи, магазин, торговый павильон.